# 福知山藩
福知山藩（日语：／ Fukuchiyama han */?）是位於日本丹波国天田郡的一個藩，藩廳位於福知山城（京都府福知山市）

## 歷史
1600年，從屬東軍的有馬豐氏由遠江橫須賀藩的3萬石移封至福知山6萬石。1602年繼承病逝的父親則賴攝津三田藩2萬石，合共8萬石的大名。1620年因大坂之役的戰功，被移封至筑後久留米藩20萬石，並由小堀政一以城代身份管治。
1621年丹波龜山藩主岡部長盛以5萬石入主，1624年移封到大垣藩。由攝津中島藩稻葉紀通以4萬5700石入主，1648年改易，約半年時間成為天領。1649年三河刈谷藩松平忠房入主。1672年由常陸國土浦藩主朽木稙昌入主，之後由朽木氏管治，直到廢藩置縣為止。廢藩置縣後成為福知山縣、10月2日成為豐岡縣。最終在1876年7月2日成為京都府的一部份。

## 歷代藩主

### 有馬氏
6万石→8万石。譜代。
1. 有馬豐氏

### 天領
- 小堀政一

### 岡部氏
5万石。譜代。
1. 岡部長盛

### 稻葉氏
4万5700石。外樣。
1. 稲葉紀通

### 天領
- 小川藤左衛門及彦坂平九郎。

### 松平氏
4万5900石。譜代。
1. 松平忠房

### 朽木氏
3万2000石。譜代。
1. 朽木稙昌
2. 朽木稙元
3. 朽木稙綱
4. 朽木稙治
5. 朽木玄綱
6. 朽木綱貞
7. 朽木舖綱
8. 朽木昌綱
9. 朽木倫綱
10. 朽木綱方
11. 朽木綱條
12. 朽木綱張
13. 朽木為綱